# Романови
Романови (рус. Романовы) били су посљедња царска и императорска династија која је владала Русијом од 1613. до 1917.

## Поријекло
Први познати предак Романова и многих других племићких породица био је Андреј Иванович Кобила, бољар из времена московских кнезова Ивана Даниловича Калите и Симеона Ивановича. Сматра се да је Кобила пруског поријекла, син племића Гланда Камбиле (у православљу — Иван Камбила Дивонович) који је побјегао у Русију након инвазије Тевтонског реда на Пруску крајем 13. вијека.
Андреј Кобила је имао пет синова: Семјона Жеребеца, Александра Јелку, Василија Ивантеја, Гаврила Гавшу и Фјодора Кошку. Они су родоначелници 17 руских племићких кућа.
Андреј Кобила и његови синови су се прозвали Кобилини док су се Фјодор Андрејевич и његов син Иван прозвали Кошкини. Дјеца Захарија Ивановича Кошкина су постали Кошкини-Захарини, а унуци само Захарини. Од Јурија Захаријевича су кренули Захарини-Јурјеви, а од његовог брата Јакова — Захарини-Јаковљеви. Дјеца Романа Јурјевича Захарина су постали Захарини-Романови, а унуци само Романови (рус. Романовы). Први који је носио презиме Романов (рус. Романов) био је Фјодор Никитич (патријарх московски Филарет) у част свога оца Никите Романовича и дједа Романа Јурјевича Захарина.

## Историја

### Успон на власт
Успон Романових почиње удајом Анастасије Романовне Захарине-Јурјеве, кћерке Романа Јурјевича Захарина, за московског великог кнеза Ивана Грозног. Након што је он проглашен за цара, Анастасија је постала прва руска царица. Захарини-Јурјеви су тако постали блиски царском двору.
Ивана Грозног је наслиједио његов трећи син Фјодор који није имао потомство. Након Фјодорове смрти и гашења 700-годишње династије Рјурикович Земски сабор је 1598. за цара изабрао Бориса Годунова, Фјодоровог шурака. Он је владао до изненадне смрти 1605. када га је наслиједио син Фјодор II Борисович који је убрзо погубљен заједно са мајком.
За вријеме Бориса Годунова породица Романов се налазила у царевој немилости. Старјешина породице Фјодор Никитич Романов и његова жена Ксенија су присилно замонашени, син Михаил затворен у манастир, а остали Романови су прогнани у далеке области. Управо је Фјодор Романов важио као главни ривал Борису Годунову при избору за цара.
Положај Романова се драматично промијенио након пада Годунова. Будући да је Фјодор Романов био сродник Фјодора Звонара, посљедњег цара из Рјуриковича, претенденти на престо током Смутног времена су га хтјели на својој страни. Цар Лажни Димитрије га је као монаха поставио за митрополита ростовског, а затим Лажни Димитрије II за патријарха. Смутно вријеме је окончано позивањем на царски престо 16-годишњег Михаила Романова, сина Фјодора Романова, као најближег сродника Рјуриковича (1613). Тиме је отпочела 300-годишња владавина Романова.

### Владавина
Цара Михаила Фјодоровича је наслиједио његов син јединац Алексеј са само 16 година, без живих родитеља. Током живота Алексеј је имао укупно 15 дјеце из два брака. Имао је шест синова, али здравствено стање неких од њих је било забрињавајуће. Цара Алексеја Михајловича је наслиједио његов 15-годишњи син Фјодор који је био инвалид. Умро је без потомака и избио је спор око права на престо између породица Милославских и Наришкина. Први по насљеђивању је био Иван V Алексејевич, али је био физички и ментално неспособан. Ипак је Бољарска дума у договору са патријархом именовала 10-годишњег Петра I Алексејевича за цара заједно са мајком као регентом. Против тога се побунила Иванова породица на челу са његовом сестром Софијом Алексејевном. Она је стајала на челу побуне стрелаца и преузела је мјесто регента, а заједнички владари су постали Иван и Петар.
Цар Иван V Алексејевич је умро 1696, а као једини владар је остао његов полубрат Петар I Алексејевич. Он је извршио значајне државне и црквене реформе и остао запамћен као „Петар Велики“. Феудално Руско царство је претворио у Руску Империју узевши титулу императора сверуског. Умјесто Москве нова престоница је постала новоизграђени Санкт Петербург. Владао је до своје смрти 1725. када га је наслиједила његова жена Катарина I Алексејевна. Умрла је двије године касније. Престо је наслиједио Петров унук Петар II Алексејевич, син погубљеног царевића Алексеја Петровича. Владао је само три године и његовом смрћу је дошао крај директној мушкој линији династије Романов.
Императора Петра Другог је наслиједила Ана I Ивановна, кћерка полубрата Петра Великог, Ивана V Алексејевича. Она је пред смрт усвојила и за насљедника одредила свог једногодишњег рођака Ивана Антоновича. Ипак је Јелисавета I Петровна, друга кћи Петра Великог, успјела да приграби власт и постане нова императорка. Њен насљедник је био Петар III Фјодорович, син Ане Петровне, кћерке Петра Великог и Карла Фридриха, војводе од Шлезвиг-Холштајна из рода Готорпа. Император Петар III је владао само 186 дана након чега је убијен у дворској завјери. На престо је дошла његова жена Катарина II Алексејевна, рођена као Њемица Софија Августа Фредерика фон Анхалт-Цербст. Захваљујући њеној политици просвијећеног апсолутизма остала је запамћена као „Катарина Велика“.
Императорку Катарину Велику је наслиједио њен син Павле I Петрович који је постао и велики мајстор Малтешког витешког реда. Свјестан избијања даљих сукоба око права на престо, император Павле је 1797. издао Акт о престолонасљеђу (рус. Акт о престолонаследии) којим је законски и трајно уредио питање насљеђивања престола. Убијен је 1801. у дворској завјери. На престо је дошао његов син Александар I Павлович који је спровео значајне државне реформе. За његово вријеме је била Наполеонова инвазија на Русију (1812) и одржан Бечки конгрес. Био је истовремено краљ Пољске и велики кнез Финске, као и сви наредни императори. Није оставио мушких потомака и наслиједио га је његов млађи брат Николај I Павлович који се у унутрашњој политици руководио максимом „православље, самодржавље, народност“. Током његове владавине стварали су познати књижевници Александар Пушкин, Николај Гогољ, Иван Тургењев. Умро је током Кримског рата (1855).
Императора Николаја Првог је наслиједио његов син Александар II Николајевич који је спровео тзв. велике реформе (укидање кметства, финансијску, школску, управну, судску и војну реформу). Убијен је у терористичком нападу 1881. На престо је дошао његов син Александар III Александрович за чије вријеме Руска Империја није водила ниједан рат. Остао је запамћен као „Александар Миротворац“. Спровео је конзервативне контрареформе тј. ревизију либералних реформи његовог оца. Умро је 1894, а наслиједио га је његов син Николај II Александрович. За његово вријеме је избила Руска револуција (1905), донесен је први руски устав (1906) и започет Први свјетски рат (1914). Одрекао се престола у своје име и у име сина јединца Алексеја Николајевича током Фебруарске револуције (1917). Његов брат Михаил Александрович није желио прихватити престо док год Уставотворна скупштина не одлучи о будућем облику владавине. Тиме је окончана руска монархија, а власт је преузела Привремена влада која је управљала земљом до бољшевичке Октобарске револуције.

## Императорски дом
Први породични правилник за чланове Императорског дома (рус. Учреждение о Императорской Фамилии) донесен је 5. априла 1797. на дан крунисања императора Павла Првог, а исти дан је проглашен и Акт о престолонасљеђу (рус. Акт о престолонаследии). Оба прописа су имала уставну снагу. Кодификовањем Основних државних закона Руске Империје (1832) инкорпорирани су у законске одредбе. Породични правилник је значајно допуњен прогласом императора Александра I Павловича (1820) тиме што је одређено да морганатски потомци чланова Императорског дома немају право на престо. Руско династичко право је примјењивало аустријски систем насљеђивања заснован на мушком првенству, а насљеђивање по женској линији је дозвољено само када се пресјече посљедња мушка линија.
Члановима Императорског дома су се признавала сва лица императорске крви која су проистицала из законитих и равнородних бракова за које је император дао одобрење. Чланови нису користили презиме Романов (рус. Романов) нити било које друго презиме. Имали су титулу, име и отчаство. Престолонасљедник је носио титулу насљедник, цесаревић и велики кнез („императорско височанство“), а његова супруга је била цесаревна и велика кнегиња. Дјеца и унуци, праунуци и чукунунуци императора по мушкој линији су носили титуле великог кнеза или велике кнегињице („императорска височанства“), а дјеца чукунунука титуле кнеза императорске крви или кнегињице императорске крви („височанства“). Касније је великокнежевска титула ограничена само на дјецу и унуке императора по мушкој линији, а кнежевска титула на праунуке императора и њихову најстарију дјецу. Њихова млађа дјеца су такође били кнезови или кнегињице императорске крви, али са титулом „свјетлости“. Равнородне супруге династичких чланова су имале титулу велике кнегиње или кнегиње императорске крви.
Велики кнезови су на крштењу награђивани орденима Светог апостола Андреја Првозваног, Светог Александра Невског, Белог орла, Свете Ане I степена и Светог Станислава I степена. Велике кнегињице су добијале Орден Свете великомученице Екатерине. Истим орденима су награђивани кнезови и кнегињице императорске крви, али по пунољетству.
Императорка супруга је годишње добијала 200.000 рубаља из државне благајне, као и императорка удовица. Насљедник престола је добијао 100.000 рубаља, а његова супруга 50.000 рубаља. И остали чланови Императорског дома су финансирани од државе, најчешће до пунољетства или склапања брака. Цивилна листа је била конкретно одређена породичним правилником.
Руски императорски дом је био својеврсна институција чији су чланови могли бити позвани да наслиједе престо. Након Фебруарске револуције (1917) лишен је институционалног статуса у држави, али је наставио постојати у изгнанству као историјска институција са својим династичким правом. Од Романова након 1917. само су потомци Кирила Владимировича ступали у равнородне бракове и данас се сматрају јединим члановима Императорског дома по одредбама Основних државних закона. Сви други морганатски потомци који користе презиме Романов немају право на престо.